# チャーガンジューTV
『チャーガンジューTV』（チャーガンジューテレビ）とは、2006年4月29日から2008年3月29日まで琉球朝日放送（QAB）で毎月最終土曜 24:30 - 25:25（日付は日曜未明）に放送されていたローカルバラエティ番組である。ABCマートの一社提供。

## 概要
番組専用留守番電話に入れられている視聴者からの依頼に応えるべく、ホーム・チームの与座嘉秋が沖縄県内でロケを敢行していた「ドキュメンタリー風ロードムービー的バラエティ」。依頼内容は「一緒に○○をしましょう」や「ライブに来てほしい」など、地元に密着したものや宣伝関係のものが多かった。
通常は沖縄県でロケを行っていたが、例外として航空機が満席で取れないという理由から、一度だけ東京都周辺でロケを行ったことがある。この回の収録内容は沖縄商店街を回るというものだった。
番組は2008年2月25日放送分で初のゴールデンタイム進出を果たしたが、その次の回をもって終了した。最終回では総集編を放送した。

## 出演者
- 与座嘉秋（当時ホーム・チーム）
- 番組ディレクターM氏[2]
- 番組ディレクターT氏[3]

## スタッフ
- 構成：たちばなひとなり
- 撮影：金城睦
- 音声：糸数直哉
- 編集：よしだ裕二
- MA：麻布プラザ
- 音効：松田創
- ディレクター：田村有樹子[4]
- 演出：元藤稔
- プロデューサー：早川英、山本昭三
- 撮影協力：沖縄かりゆしアーバンリゾート・ナハ
- 衣裳協力：T-SHIRT-YA.COM
- 制作：アートプロ沖縄、QAB、電通、トリックスター